# Syvota
Syvota, někdy také Sivota (řecky Σύβοτα), dříve Mourtos nebo Volia (albánsky), je část města Igumenica v oblasti Epirus v Řecku. Leží cca 24 km jižně od Igumenice, 12 km jižně od Platarie, 12 km severozápadně od Perdiky a 29 km severozápadně od Pargy. Syvota je jedním z hlavních přímořských letovisek Epiru a během léta shromažďuje mnoho turistů z Řecka i zahraničí. Osada je postavena v malé zátoce, ve které jsou roztroušeny různé ostrůvky, z nichž hlavní jsou Agios Nikolaos, Mavro Oros a Murteme.

## Historie
Syvota byla poprvé zmíněna v roce 433 př. n. l., kdy se u ostrovů odehrála námořní bitva mezi Korinťany a obyvateli Korfu. Pod názvem Volia nebo Mourtos (Βώλια ή Μούρτος) získalo sídlo v roce 1919 uznání jako venkovská komunita (kinotita). V roce 1927 bylo přejmenováno na Mourtos a v roce 1940 byl konečně přejmenováno na Syvota. V roce 1997 bylo po začlenění některých okolních míst povýšeno na obec (dimos). V roce 2010 byla Syvota začleněna do Igumenice, kde je od té doby městskou částí. V roce 2011 zde žilo 2640 obyvatel.

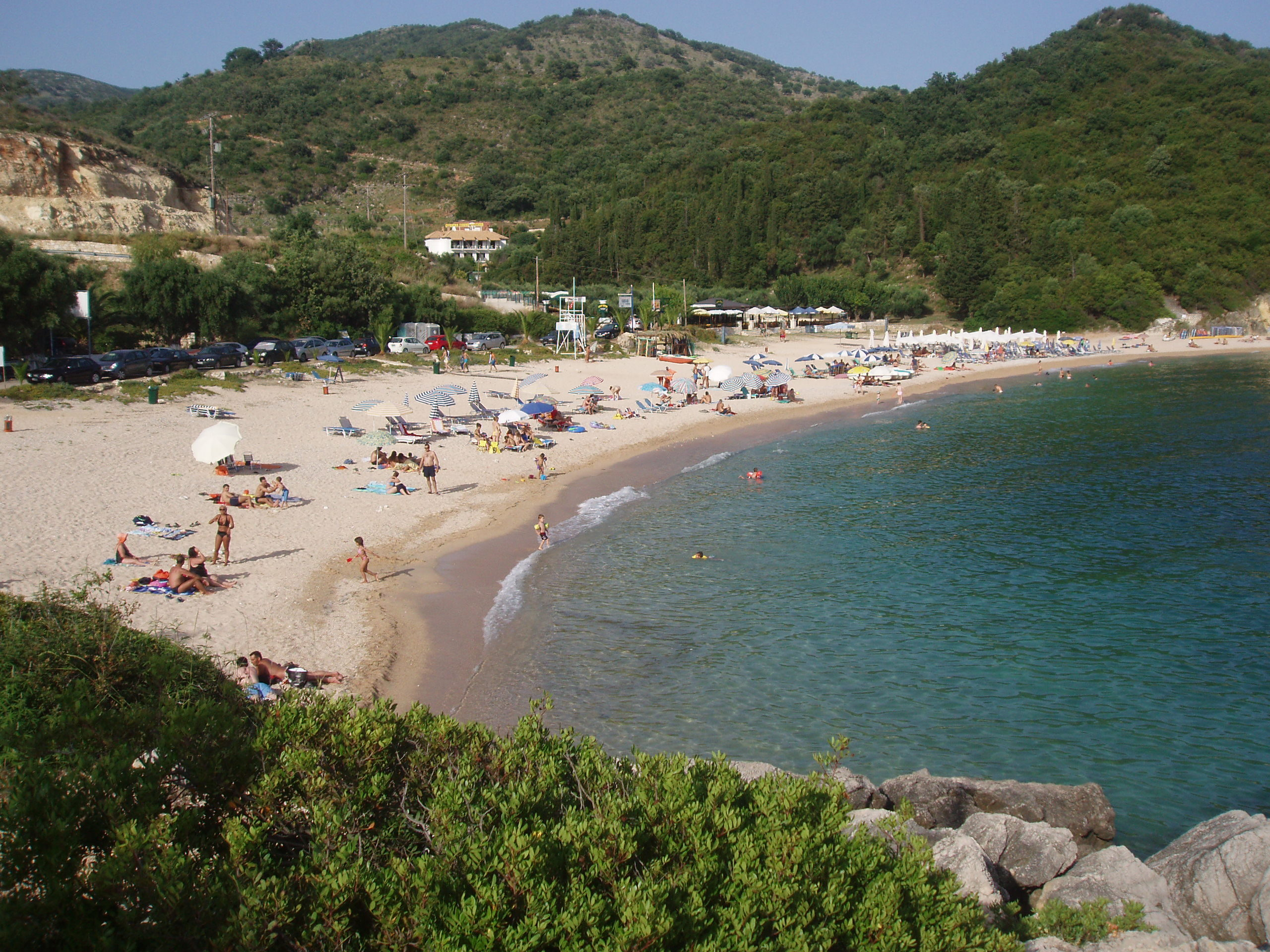
Pláž Mega Amos
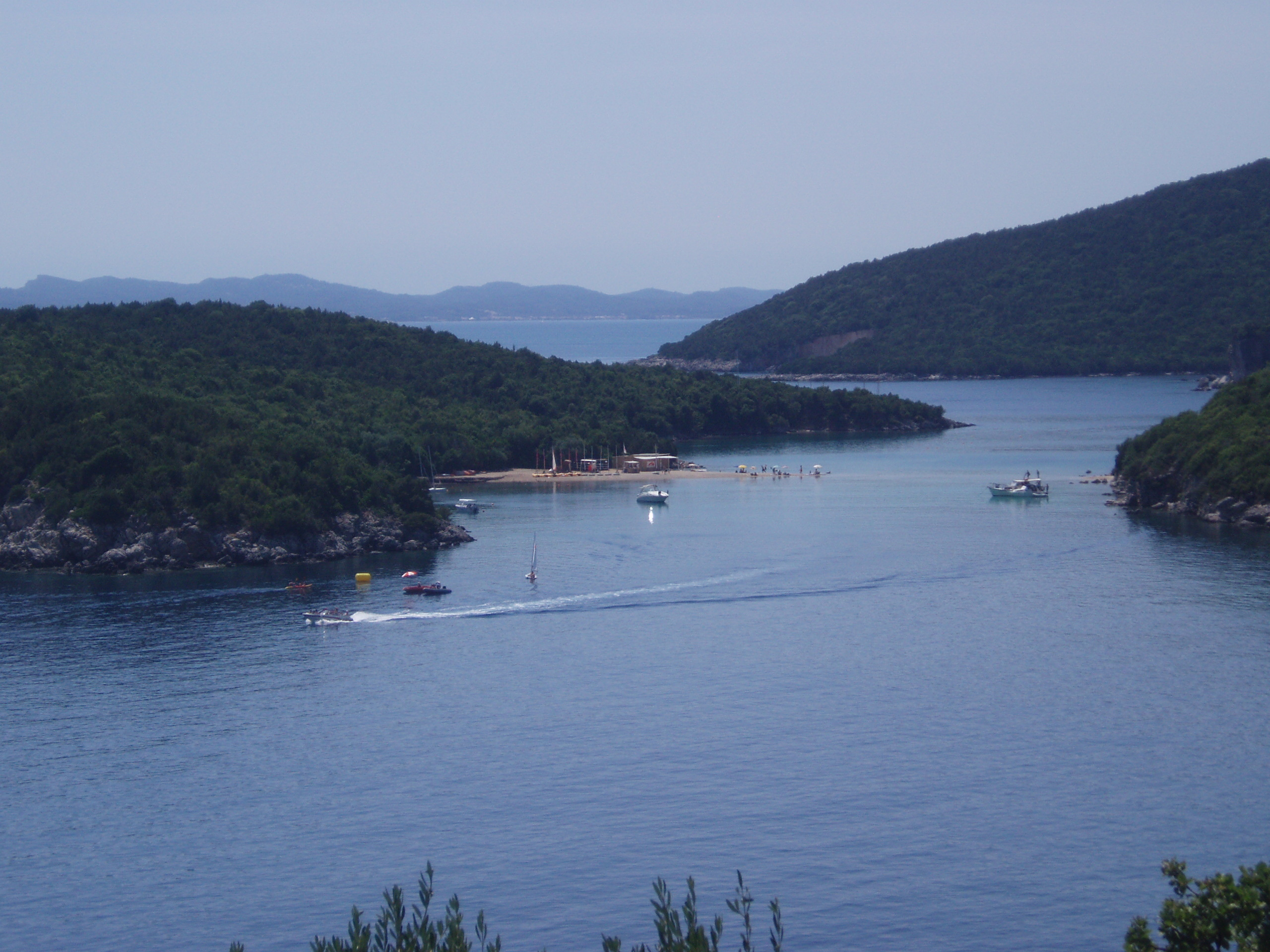
Pláž Bela Vraka
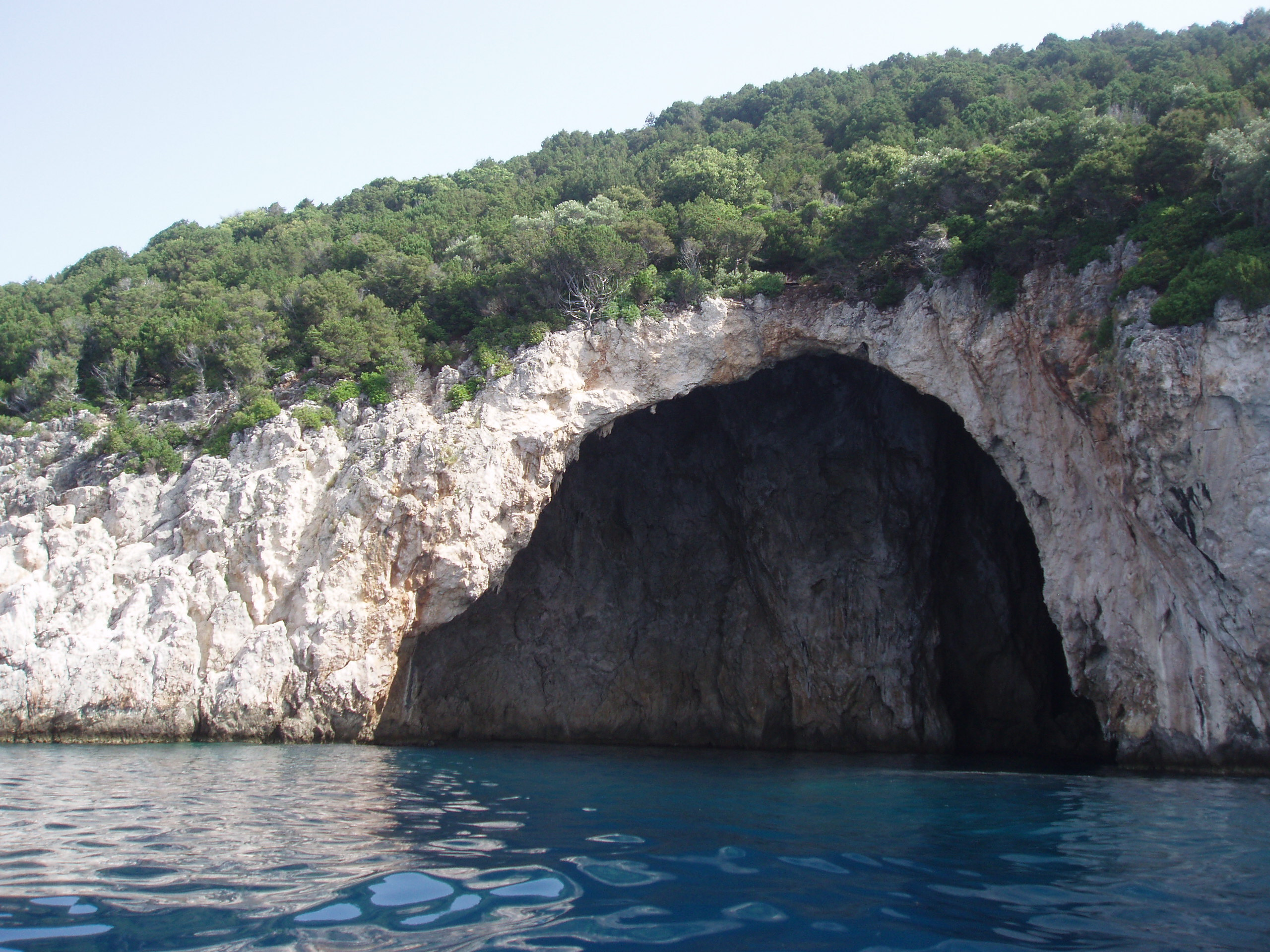
Mořská jeskyně u Syvoty
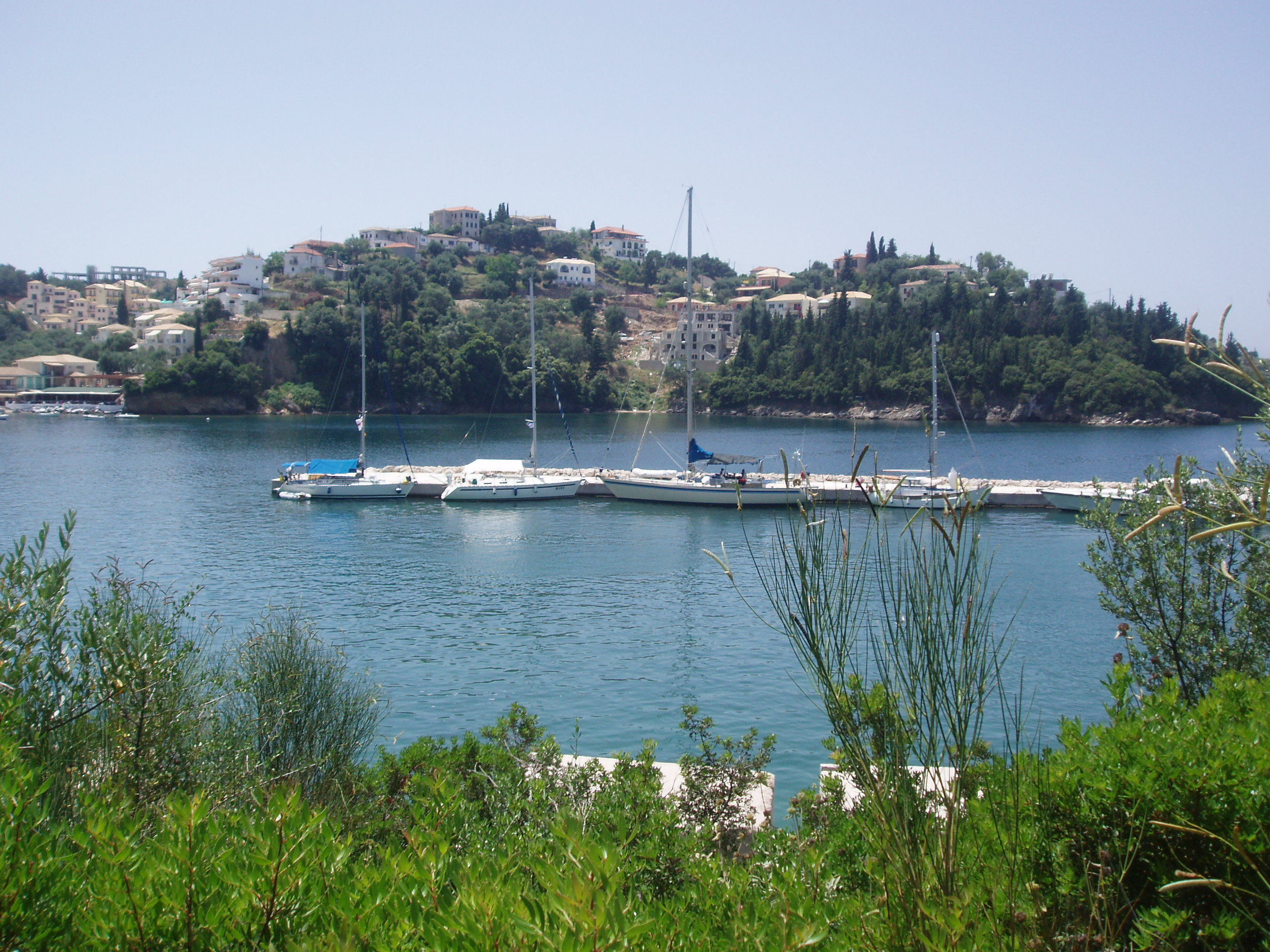
Syvota, přístav